# Seán O’Grady
Seán O’Grady (irisch Seán Ó Gráda; * 1. Dezember 1889; † 7. April 1966) war ein irischer Politiker der Fianna Fáil (FF), der zwischen 1932 und 1951 Mitglied des Dáil Éireann war, des Unterhauses des Parlaments (Oireachtas) der Republik Irland, sowie von 1951 bis 1954 sowie erneut zwischen 1957 und 1961 Mitglied des Oberhauses (Seanad Éireann). Er bekleidete zudem zahlreiche Posten als Parlamentarischer Sekretär in verschiedenen Regierungen.

## Leben
Seán O’Grady kandidierte für die Fianna Fáil (FF) im Wahlkreis Clare bei den Wahlen am 9. Juni 1927 erstmals für ein Mandat im Dáil Éireann, des Unterhauses des Parlaments (Oireachtas) der Republik Irland, verpasste den Einzug mit 799 Stummen (2,07 Prozent) jedoch deutlich. Bei den darauf folgenden Wahlen am 16. Februar 1932 wurde er mit 4002 Stimmen (9,67 Prozent) erstmals zum Abgeordneten (Teachta Dála) gewählt. Er gehörte dem Dáil Éireann als Vertreter des Wahlkreises Clare nach seinen Wiederwahlen am 24. Januar 1933, 1. Juli 1937, 17. Juni 1938, 23. Juni 1943, 30. Mai 1944 und am 4. Februar 1948 bis zu seiner Wahlniederlage am 14. Mai 1951 an, bei der er nur noch 2028 Stimmen (7,27 Prozent) erhielt.
Unmittelbar nach seiner ersten Wahl in den Dáil Éireann übernahm O’Grady am 10. März 1932 in der dritten Regierung De Valera sein erstes Regierungsamt und fungierte bis zum 7. Februar 1933 als Parlamentarischer Sekretär beim Minister für Land und Fischerei. Das Amt als Parlamentarischer Sekretär beim Minister für Land und Fischerei bekleidete er im Anschluss vom 8. Februar 1933 bis zum 21. Juli 1937 auch in der vierten Regierung De Valera und fungierte zudem zwischen dem 11. November 1936 und dem 21. Juli 1937 auch als Parlamentarischer Sekretär beim Verteidigungsminister. In der darauf folgenden fünften Regierung De Valera, der letzten Regierung des Irischen Freistaates übte er vom 21. Juli bis zum 29. Dezember 1937 abermals die Funktionen als Parlamentarischer Sekretär beim Minister für Land sowie als Parlamentarischer Sekretär beim Verteidigungsminister aus. Nachdem der bisherige Präsident des Exekutivrates Éamon de Valera am 29. Dezember 1937 als Premierminister (Taoiseach) seine sechste Regierung gebildet hatte, die zugleich die erste Regierung der nunmehrigen Republik Irland war, blieb O’Grady vom 29. Dezember 1937 bis zum 30. Juni 1938 weiterhin Parlamentarischer Sekretär beim Minister für Land sowie Parlamentarischer Sekretär beim Verteidigungsminister.
Am 30. Juni 1938 wurde Seán O’Grady in der siebten Regierung De Valera wieder Parlamentarischer Sekretär beim Minister für Land und hatte dieses Amt bis zum 9. Februar 1943 inne. Zugleich fungierte er zwischen dem 30. Juni 1938 und dem 8. August 1939 auch erneut als Parlamentarischer Sekretär beim Verteidigungsminister. Im Zuge einer Regierungsumbildung übernahm er am 10. Februar 1943 den Posten als Parlamentarischer Sekretär beim Minister für Industrie und Handel und übte dieses Amt bis zum 26. Juni 1943 aus. Das Amt als Parlamentarischer Sekretär beim Minister für Industrie und Handel bekleidete er vom 2. Juli 1943 bis zum 9. Juni 1944 auch in der achten Regierung De Valera sowie zwischen dem 9. Juni 1944 und dem 31. Dezember 1946 nochmals in der neunten Regierung De Valera. Nach einer Regierungsumbildung war er zuletzt vom 1. Januar 1947 bis zum 18. Februar 1948 in der neunten Regierung De Valera noch einmal Parlamentarischer Sekretär beim Finanzminister.
Nachdem O’Grady bei den Wahlen am 14. Mai 1951 nur noch 2028 Stimmen (7,27 Prozent) erhielt und sein Mandat im Dáil Éireann verlor, wurde er von Éamon de Valera für einen vom Premierminister (Taoiseach) zu vergebenden Sitz im Senat (Seanad Éireann) nominiert, dem Oberhaus des Parlaments. Er gehörte diesem bis 1954 an und bewarb sich bei den Wahlen am 5. März 1957 im Wahlkreis Clare für die Fianna Fáil noch einmal für ein Mandat im Dáil Éireann. Er erreichte allerdings nur 1817 Stimmen (5,03 Prozent) und verpasste dadurch abermals den Wiedereinzug in das Unterhaus des Parlaments. Allerdings wurde er anschließend 1957 von Premierminister Éamon de Valera wieder für einen von diesem zu vergebenden Mandate im Seanad Éireann nominiert und gehörte diesem daraufhin bis 1961 an.